# Cupa Moldovei 1997-1998
La Cupa Moldovei 1997-1998 è stata la settima edizione della coppa nazionale disputata in Moldavia tra il 7 marzo e il 27 maggio 1998. Vincitore della competizione è stato lo Zimbru Chișinău, al suo secondo titolo, che ha conquistato il diritto a partecipare alla Coppa delle Coppe 1998-1999.

## Ottavi di finale
Gli incontri di andata si sono disputati il 7 marzo mentre quelli di ritorno il 12 marzo 1998.
| Squadra 1               | Totale | Squadra 2              | Andata | Ritorno |
| ----------------------- | ------ | ---------------------- | ------ | ------- |
| Sheriff Tiraspol        | 2 - 6  | Zimbru Chișinău        | 0 - 2  | 2 - 4   |
| Constructorul Chișinău  | 2 - 1  | Olimpia Bălți          | 2 - 0  | 0 - 1   |
| Răut Ohei               | 0 - 0  | Roma Bălţi             | 0 - 0  | 0 - 0   |
| Speranța Nisporeni      | 0 - 7  | Moldova Gaz Chișinău   | 0 - 2  | 0 - 5   |
| Unisport-Auto Chișinău  | 2 - 6  | Tiligul-Tiras Tiraspol | 0 - 3  | 2 - 3   |
| Zimbru-2                | 0 - 2  | Nistru Otaci           | 0 - 2  | 0 - 0   |
| Locomotiva Basarabeasca | 4 - 4  | Stimold MIF Chișinău   | 4 - 1  | 0 - 3   |
| Energhetic Dubăsari     | 2 - 5  | Dumbrava Cojușna       | 0 - 3  | 2 - 2   |

## Quarti di finale
Gli incontri di andata si sono disputati il 1º aprile mentre quelli di ritorno il 15 aprile 1998.
| Squadra 1              | Totale | Squadra 2              | Andata | Ritorno |
| ---------------------- | ------ | ---------------------- | ------ | ------- |
| Zimbru Chișinău        | 2 - 1  | Roma Bălți             | 1 - 0  | 1 - 1   |
| Moldova Gaz Chișinău   | 0 - 2  | Tiligul-Tiras Tiraspol | 0 - 1  | 0 - 1   |
| Constructorul Chișinău | 16 - 1 | Dumbrava Cojușna       | 9 - 0  | 7 - 1   |
| Nistru Otaci           | 8 - 0  | Stimold MIF Chișinău   | 5 - 0  | 3 - 0   |

## Semifinale
Gli incontri di andata si sono disputati il 29 aprile mentre quelli di ritorno il 13 maggio 1998.
| Squadra 1       | Totale | Squadra 2              | Andata | Ritorno |
| --------------- | ------ | ---------------------- | ------ | ------- |
| Zimbru Chișinău | 7 - 0  | Tiligul-Tiras Tiraspol | 4 - 0  | 3 - 0   |
| Nistru Otaci    | 3 - 4  | Constructorul Chișinău | 2 - 1  | 1 - 3   |

## Finale
La finale fu disputata il 27 maggio 1998.
| Chișinău | Zimbru Chișinău | 1 – 0 | Constructorul Chișinău |  |